# Фролова, Ирина Ивановна
Ирина Ивановна Фролова (20 сентября 1928, Вятка, РСФСР, СССР — 10 августа 2014, Санкт-Петербург, РФ) — советский и российский библиограф и книговед.

## Биография
Родилась 20 сентября 1928 года в Вятке в семье врачей, спустя два года после рождения переехала в Ленинград. В 1941 году во время начала ВОВ год провела в Блокадном Ленинграде, после чего была эвакуирована в Чердынский район Молотовской области, в Ленинград вернулась в июле 1945 года. В 1946 году поступила на исторический факультет ЛГУ, который она окончила в 1951 году, в том же году она поступила на аспирантуру там же, которую она окончила в 1954 году с присвоением учёной степени кандидата исторических наук. В 1956 году была принята на работу в ГПБ, вначале как библиотекарь, в 1977 году заведовала сектором книговедения вплоть до 1991 года, с 1991 по 2011 год работала ведущим научным сотрудником, после чего ушла на пенсию.
Скончалась 10 августа 2014 года в Санкт-Петербурге.

### Личная жизнь
Ирина Фролова вышла замуж за Эдуарда Давидовича Фролова и родила дочь Ольгу, которая пошла по стопам своей матери и с 1987 года по н. в. работает в РНБ.

## Научные работы
Основные научные работы посвящены истории отечественного книгоиздания и Средневековой Франции, а также исторической библиографии. Автор свыше 150 научных работ.